# Famouz
«Famouz» es el álbum de estudio debut del cantante y productor Jhay Cortez. Fue publicado el 24 de mayo de 2019 a través de N&E Entertainment y Universal Music Latin Entertainment. Producido por el propio cantante junto con la ayuda de Tainy, Sky, Mvsis y con colaboraciones de Zion & Lennox, Almighty, entre otros.
Una edición especial titulado Famouz Reloaded fue publicada el 24 de enero de 2020, la cual incluye nuevas canciones y remezclas, entre ellas se destacan «Como se siente», «Deséame suerte» junto a Karol G, «Imaginaste» junto al dúo Wisin & Yandel, entre otras.
El álbum fue considerado como uno de los «mejores álbumes latinos de 2019», según la revista estadounidense Rolling Stone. Debido a la exposición mediática, también fue nominado a los Premios Billboard Latinos de 2020 como “Artista del Año, Debut”.

## Antecedentes
El cantante-productor ganó reconocimiento con algunas composiciones para otros artistas como «Criminal» de Natti Natasha con Ozuna y «Mi religión» de Yandel, lo cual llamó la atención del sello discográfico Universal Latino, con quienes firmó en 2017 en alianza con House of Haze, un sello musical a cargo del productor Egbert “Haze” Rosa. En primera instancia, publicó un EP en 2018 titulado Eyez on Me, del cual desprenden las colaboraciones «Se supone» con Darell y «All Eyes on Me» con Miky Woodz.
En los últimos meses de ese año, publicó las canciones «Somos Iguales» y «Costear» como promoción para el futuro álbum, mientras el cantante realizaba tours por países como Colombia y Argentina, siendo telonero de J Balvin en su gira por Vibras.

## Contenido
El cantante destaca a «Easy» como una de sus canciones favoritas del álbum, ya que le recordaba a su natal Carolina, además de “[la] mezcla de lo viejo y lo nuevo”. Durante la promoción de la edición especial del álbum, el cantante reveló información acerca de la composición y producción de algunas canciones, como la remezcla de «No me conoce», donde reconoce que siempre planeó incluir a J Balvin, y que en el día de su cumpleaños, el cantante lo llamó para que Bad Bunny también estuviera presente.
El cantante menciona que varias de sus influencias de fusiones latinas con hip hop y R&B es debido a artistas como Don Omar, Drake y Travis Scott, siendo seguro del color de su sonido. Varias canciones poseen otros ritmos y sonidos, algunas revistas destacando el uso de pop, pop-rock y hip-hop, por ejemplo «En la mía» posee elementos de synth pop con rap o «Subiendo de Nivel» con toques de trap.

## Promoción

### Sencillos
- «Costear» fue el primer sencillo oficial, publicado el 31 de octubre de 2018.[15] Es una colaboración con el rapero Almighty, contiene ritmos de trap latino.[16] Tuvo dos remezclas, una con Mariah Angeliq y otra con Justin Quiles, Bryant Myers, Juanka, Joyce Santana, Eladio Carrión, Lyanno y Rauw Alejandro.[16]

- «No me conoce» fue el segundo sencillo oficial, originalmente publicado el 22 de febrero de 2019.[17] Tuvo una remezcla con la participación de Bad Bunny y J Balvin, que debutó en el top diez de la lista Hot Latin Songs y en la posición 95 en la categoría Hot 100 de la revista Billboard,[18][19] además de recibir doble disco de platino.[20] Un vídeo musical fue exclusivamente grabado para la remezcla, dirigido por Fernando Lugo.[21]

- «Easy» fue el tercer sencillo, publicado el 25 de julio de 2019 junto a un vídeo musical. Una remezcla junto a Ozuna fue estrenado el 19 de noviembre del mismo año, promocionado de manera posterior para la edición especial Reloaded.[22] La remezcla alcanzó la posición #33 de la categoría Hot Latin Songs.[23]

### Sencillos promocionales
- «Somos iguales» junto al dúo Zion & Lennox, fue publicado el 19 de octubre de 2018 junto a un vídeo musical.[24] La canción fue producida por Alejandro «Sky» Ramirez, y fue una de las varias colaboraciones entre Cortez y el dúo en el año, ya que ayudó en la composición de sus sencillos «Hola» e «Hipnosis».[25][26]

- «Deséame suerte» junto a Karol G y Haze fue promocionado durante entrevistas relacionadas al álbum, siendo publicada a finales de agosto.[27] Sirvió como promoción a la edición especial Reloaded.[12] Karol G considera a esta canción como algo especial, ya que el cantante fue capaz de “expresar un lado sensitivo, y que eso le permitirá crecer como artista”.[12]

## Lista de canciones
Todas las canciones escritas y compuestas por Jesús Manuel Nieves Cortes, excepto donde se indique. 
| Edición estándar (2019) |                                                   | |                       |          |  |
| N.º                     | Título                                            | Escritor(es) | Productor(es)         | Duración |  |
| 1.                      | «Subiendo de nivel»                               | Nieves Cortés · Roberto Castro · Luis Rangel · Nydia Yera                                                         | E.T.F Exel the Future | 4:02     |  |
| 2.                      | «No me conoce (Remix)» (con J Balvin y Bad Bunny) | Nieves Cortés · José Álvaro Osorio Balvin · Benito A. Martínez · Michael Masis · Misael De La Cruz Reynoso · Yera | Mvsis · MDLC          | 5:09     |  |
| 3.                      | «Easy»                                            | Nieves Cortés · Nicólas I. Jaña Gallegillos · Alejandro Ramírez Suarez · Yera                                     | Taiko                 | 3:59     |  |
| 4.                      | «Cuando bebe» (con Rafa Pabön)                    | Nieves Cortés · Rafael E. Pabón Navedo · Ramírez Suarez · Yera                                                    | Sky                   | 4:13     |  |
| 5.                      | «En la mía»                                       | Nieves Cortés · Ramírez Suarez · Yera                                                                             | Sky                   | 3:54     |  |
| 6.                      | «Sabe»                                            | Nieves Cortés · Ramírez Suarez · Yera                                                                             | Sky                   | 3:33     |  |
| 7.                      | «Costear» (con Almighty)                          | Nieves Cortés · Sergio Roldan Figueroa · Alejandro Mosqueda Paz · Elvin J. Roubert Rodríguez · Yera               | Ammunation            | 3:57     |  |
| 8.                      | «Imaginaste» (con Tainy)                          | Nieves Cortés · Marcos Masis · Yera                                                                               | Tainy                 | 3:18     |  |
| 9.                      | «Apaga las luces»                                 | Nieves Cortés · Ramírez Suarez · Yera                                                                             | Sky                   | 3:37     |  |
| 10.                     | «¿Cuánto E$?» (con C. Tangana)                    | Nieves Cortés · Antón Álvarez Alfaro · Roldan Figueroa · Nydia Laner · Roubert Rodríguez                          | Ammunation · Erickant | 3:07     |  |
| 11.                     | «Tocarte»                                         | Nieves Cortés · Roldan Figueroa · Roubert Rodríguez · Yera                                                        | Ammunation            | 4:02     |  |
| 12.                     | «Somos iguales» (con Zion & Lennox)               | Nieves Cortés · Gabriel Pizarro · Ramírez Suarez · Félix G. Ortiz Torres · Yera                                   | Sky                   | 3:54     |  |
| 13.                     | «No me conoce»                                    | Nieves Cortés · Michael Masis · De La Cruz Reynoso · Yera                                                         | Mvsis · MDLC          | 4:00     |  |
| 50:55                   |                                                   | |                       |          |  |

| Reloaded (2020) |                                               | |                                      |          |  |
| N.º             | Título                                        | Escritor(es) | Productor(es)                        | Duración |  |
| 14.             | «Deséame suerte» (con Karol G y Haze)         | Nieves Cortés · Carolina Giraldo Navarro · Alejandra Ruiz Ocampo · Julio Ramírez Egia · Egbert Rosa · Yera          | Haze                                 | 3:28     |  |
| 15.             | «Imaginaste (Remix)» (con Wisin & Yandel)     | Nieves Cortés · Marco Masis · Llandel Veguilla Malavé · Juan Luis Morera Luna · Rosa · Yera                         | Tainy                                | 4:06     |  |
| 16.             | «Easy (Remix)» (con Ozuna)                    | Nieves Cortés · Jaña Gallegillos · Juan Carlos Ozuna · Ramírez Suarez · Yera                                        | Jhay Cortez · Taiko                  | 3:39     |  |
| 17.             | «Subiendo de nivel (Remix)» (con Myke Towers) | Nieves Cortés · Roberto Castro · Nydia Laner · Jefnier Osorio Moreno · Ervin Quiroz · Rangel · Michael Torres Monge | E.T.F. Exel the Future · Jhay Cortez | 4:04     |  |
| 18.             | «Como se siente»                              | Nieves Cortés · Roldán Figueroa · Nydia Laner · Roubert Rodríguez                                                   | Ammunation · Tainy                   | 3:39     |  |
| 01:09:51        |                                               | |                                      |          |  |

## Posicionamiento en listas
| Listas (2019)                        | Mejor posición |
| ------------------------------------ | -------------- |
| Estados Unidos (Latin Rhythm Albums) | 4              |
| Estados Unidos (Top Latin Albums)    | 5              |

| Listas (2020)                        | Mejor posición |
| ------------------------------------ | -------------- |
| Estados Unidos (Billboard 200)       | 164            |
| Estados Unidos (Latin Rhythm Albums) | 5              |
| Estados Unidos (Top Latin Albums)    | 5              |

| Lista (2019)                         | Posición |
| ------------------------------------ | -------- |
| Estados Unidos (Latin Rhythm Albums) | 14       |
| Estados Unidos (Top Latin Albums)    | 24       |

| Lista (2020)                         | Posición |
| ------------------------------------ | -------- |
| Estados Unidos (Latin Rhythm Albums) | 8        |
| Estados Unidos (Top Latin Albums)    | 10       |

| Lista (2021)                         | Posición |
| ------------------------------------ | -------- |
| Estados Unidos (Latin Rhythm Albums) | 13       |
| Estados Unidos (Top Latin Albums)    | 18       |

| Lista (2022)                         | Posición |
| ------------------------------------ | -------- |
| Estados Unidos (Latin Rhythm Albums) | 15       |
| Estados Unidos (Top Latin Albums)    | 22       |

## Certificaciones
| País (Certificador) | Certificación      | Ventas certificadas |
| --- | ------------------ | ------------------- |
| Estados Unidos (RIAA) | 3× Platino (Latin) | 180 000*            |
| ^cifras de envíos basadas únicamente en la certificación xcifras no especificadas basadas únicamente en la certificación |                    |                     |